# Antoni Píris
Antoni Píris (Mallorca, segle XV) fou un bruixoler documentat en un testament i en un inventari de 1463, juntament amb els també cartògrafs, Gabriel Vallseca i Gabriel Soler. No s'ha conservat cap obra signada per ell.